# Ángel Fournier
Ángel Fournier Rodríguez (Guantánamo, 1987. december 31. – Dallas, Texas, 2023. március 16.) világbajnoki ezüstérmes kubai evezős, olimpikon.

## Pályafutása
Három olimpián vett részt. A 2008-as pekingi olimpián négypárevezősben a 12., a 2012-es londoni játékokon egypárevezősben a hetedik, majd a 2016-os Rio de Janeiro-i olimpián szintén egypárevezősben a hatodik helyen végzett. A világbajnokságokon három érmet szerzett egypárevezősben. 2013-ban és 2017-ben ezüst-, 2014-ben bronzérmet nyert. A pánamerikai játékokon öt arany- és egy ezüstérmet szerzett.
2023. március 16-án szívinfarktus következtében hunyt el.

## Sikerei, díjai
- Világbajnokság – egypárezezős
  - ezüstérmes (2): 2013, 2017
  - bronzérmes: 2014
- Pánamerikai játékok
  - aranyérmes (5): 2007 (négypárevezős), 2011 (egypárevezős), 2015 (egy- és kétpárevezős), 2019 (egypárevezős)
  - ezüstérmes: 2015 (négypárevezős)